# Adesmia emarginata
Adesmia emarginata är en ärtväxtart som beskrevs av Dominique Clos. Adesmia emarginata ingår i släktet Adesmia och familjen ärtväxter. Inga underarter finns listade i Catalogue of Life.